# Bistum Siedlce
Das Bistum Siedlce (lat.: Dioecesis Siedlecensis, poln.: Diecezja Siedlecka) ist eine in Polen gelegene Diözese der römisch-katholischen Kirche mit Sitz in Siedlce.

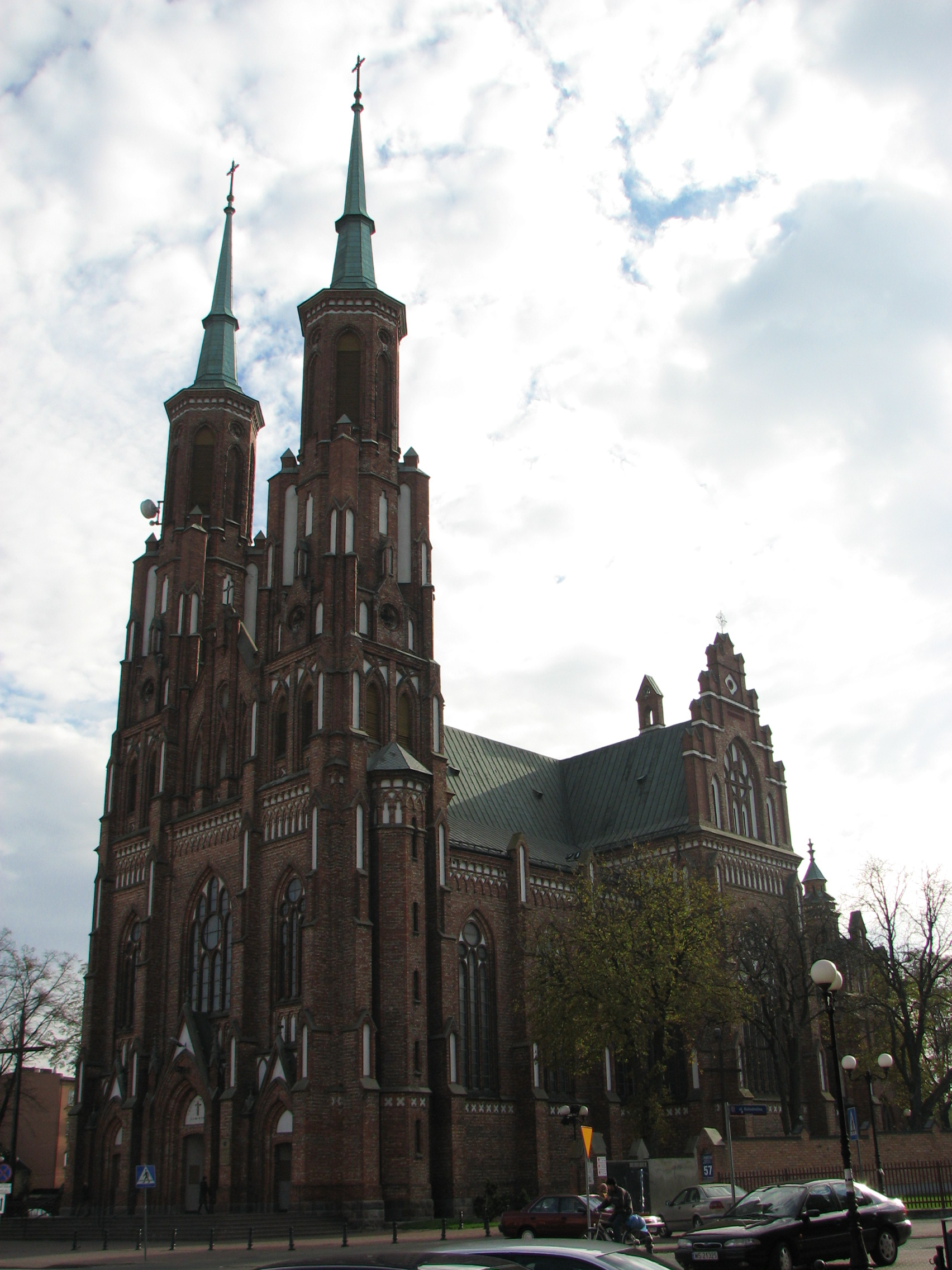
Kathedrale der Unbefleckten Empfängnis in Siedlce

## Geschichte
Als Bistum Podlachia o Janów wurde es am 30. Juni 1818 durch Papst Pius VII. errichtet. Zum ersten Bischof ernannte der Papst am 30. März 1819 den bisherigen Weihbischof in Kujawien und Pommern, Feliks Łukasz Lewiński, Kathedrale war die Dreifaltigkeitsbasilika.
Auf Anordnung des russischen Zaren Alexander II. wurde das Bistum Podlachia o Janów am 22. Mai 1867 aufgelöst und das Gebiet dem Erzbistum Lublin angeschlossen; der Bischof wurde in ein Kapuzinerkloster in Łomża verbannt.
Papst Benedikt XV. errichtete das Bistum unter Berücksichtigung der politischen Veränderungen in Europa nach dem Ersten Weltkrieg am 24. November 1918 erneut und ernannte Henryk Ignacy Przeździecki zum Bischof. Am 28. Oktober 1925 wurde das Bistum durch Papst Pius XI. mit der Bulle Pro recto et utili in Bistum Siedlce umbenannt. Es ist eine Suffragandiözese des Erzbistums Lublin.

## Dekanate
- Adamów
- Biała Podlaska -Süd
- Biała Podlaska -Nord
- Domanice
- Garwolin
- Grębków
- Hańsk
- Janów Podlaski
- Komarówka Podlaska
- Łaskarzew
- Łosice
- Łuków I
- Łuków II
- Międzyrzec Podlaski
- Osieck
- Parczew
- Radzyń Podlaski
- Ryki
- Siedlce
- Suchożebry
- Terespol
- Wisznice
- Włodawa
- Zbuczyn
- Żelechów

## Bistumspatron
- Judas Thaddäus Apostel  28. Oktober